# 袋獾屬
袋獾屬（学名：Sarcophilus）是袋鼬科下的一屬，其下現存只餘袋獾。
袋獾屬下有三個物種。S. laniarius及S. moornaensis只發現有更新世的化石。S. laniarius比現存的袋獾還要大，可以多重10公斤。現時並不清楚這三個物種之間的關係，有些學者認為袋獾可能是S. laniarius的侏儒版，但其他則指牠們是完全不同的物種，並同時存在於更新世。

## 下属物种
本属包括以下物种：
- 袋獾 Sarcophilus harrisii (Boitard, 1841)，也拼作Sarcophilus harris
- †Sarcophilus laniarius (Owen, 1838)
- †Sarcophilus moornaensis Crabb, 1982
- Sarcophilus satanicus Thomas, 1903